# Windows Kalendář
Windows Kalendář, v angličtině známý jako Windows Calendar, byla kalendářová aplikace, která byla součástí starších verzí operačního systému Microsoft Windows. Nativně podporovala souborový formát iCalendar a možnost publikování či přijímání kalendářů skrze HTTP a WebDAV. Kalendáře mohly být též publikovány na sdílené síťové disky.

## Historie
První kalendářní aplikace Microsoftu byla součástí Windows 1.0. Ta byla součástí Windows do Windows 3.1, poté byla ve Windows For Workgroups a Windows NT 3.1 nahrazena aplikací Schedule+. Nástroj byl poté přesunut z Windows do sady Microsoft Office.
Novější kalendářní aplikace byla vytvořena pro druhou betaverzi systému Windows Vista. Tato aplikace byla později zděděna Windows 7.
Ve Windows 8 byl nástroj kompletně přepracován v Metro UI. Nový nástroj dostal vzhled podobný jako ostatní aplikace Windows 8, především se pak stala aplikace celoobrazovkovou. Ve Windows 10 byl nástroj ještě jednou přepracován, aby tentokrát splňoval designové provedení tohoto systému. Nová verze měla podporu více oken.
Podpora pro aplikace Windows Mail, Kalendář a Lidé skončila 31. prosince 2024. Uživatelé již od té doby nemohou z těchto aplikací například odesílat a přijímat e-maily ani používat události pomocí Windows Mail a Windows Kalendáře. Uživatelům byla nabídnuta možnost použití funkce kalendáře v aplikaci Microsoft Outlook.